# Odostomia vicola
Odostomia vicola är en snäckart som beskrevs av Dall och Bartsch 1909. Odostomia vicola ingår i släktet Odostomia och familjen Pyramidellidae. Inga underarter finns listade i Catalogue of Life.